# St. Johannes der Täufer (Düshorn)

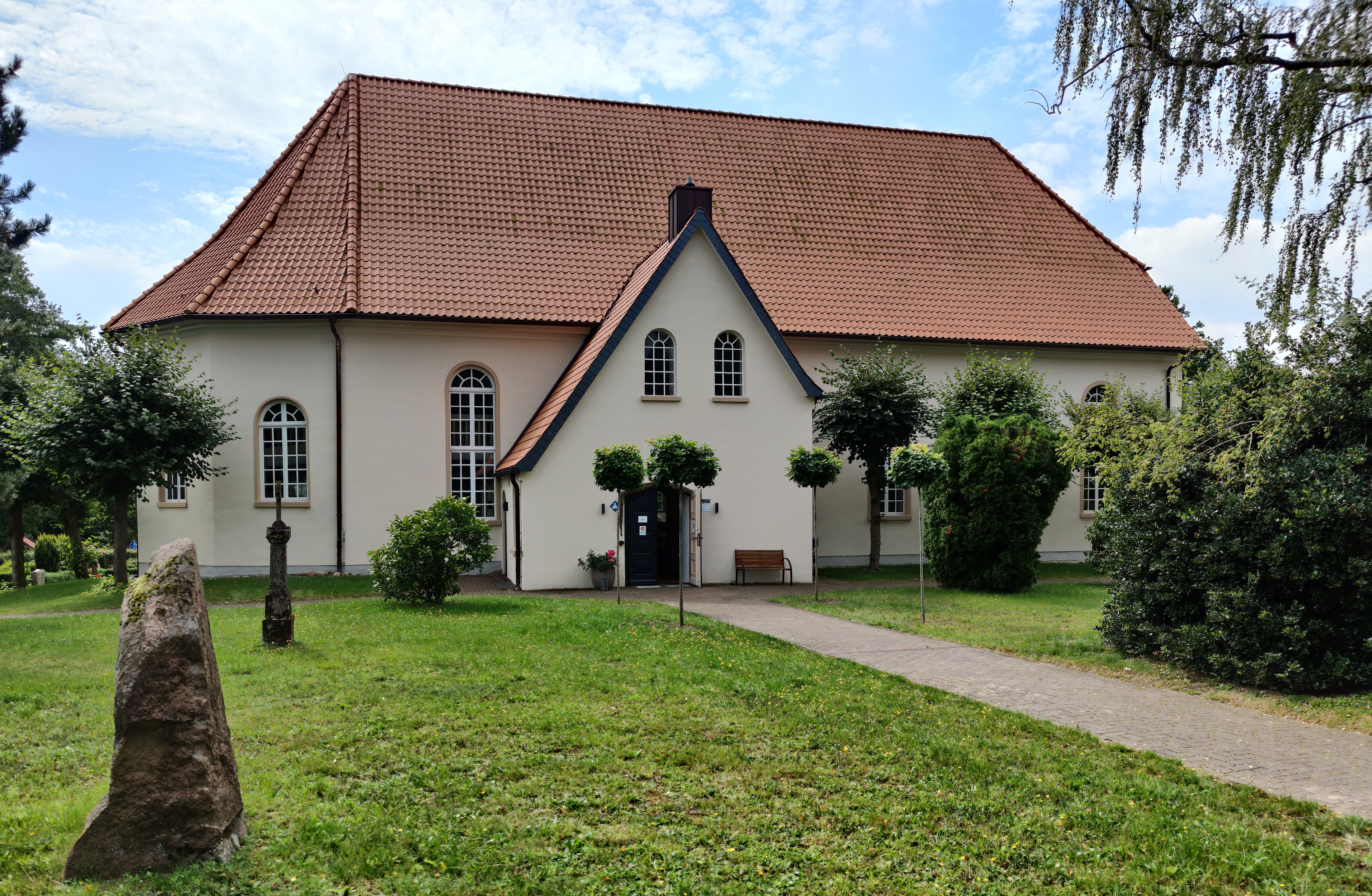
St. Johannes der Täufer, Ansicht von Norden

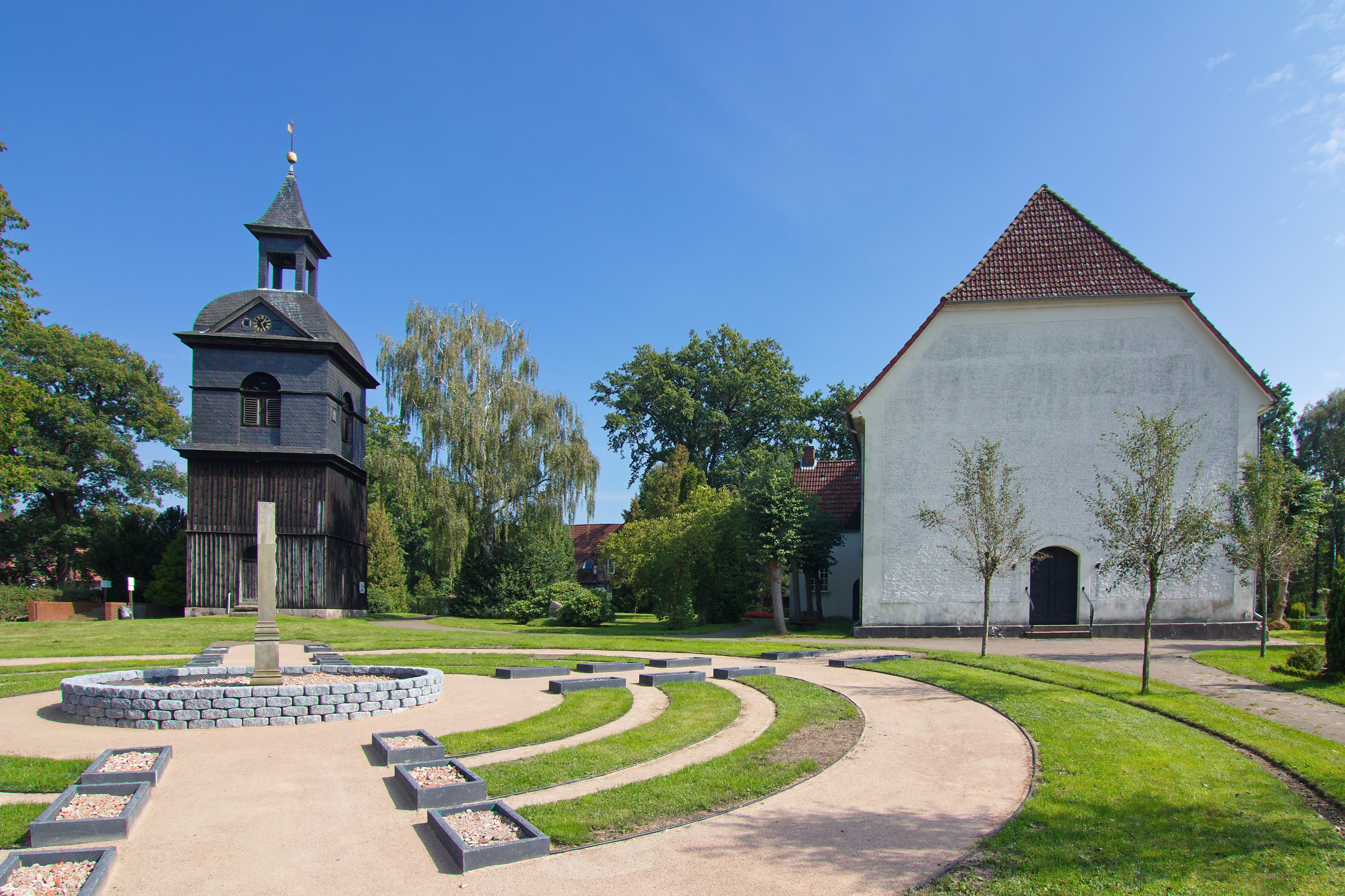
St.-Johannes-der-Täufer-Kirche

Die evangelisch-lutherische, denkmalgeschützte Kirche St. Johannes der Täufer steht in Düshorn, einem Ortsteil der Stadt Walsrode im Landkreis Heidekreis von Niedersachsen. Die Kirchengemeinde Düshorn-Ostenholz gehört zum Kirchenkreis Walsrode im Sprengel Lüneburg der Evangelisch-lutherischen Landeskirche Hannovers.

## Geschichte
Das Kirchspiel Düshorn wird 1021 erstmals urkundlich erwähnt. Das erste Kirchengebäude war ein hölzernes Baptisterium auf dem früheren Thingplatz. Es wurde später durch einen Massivbau aus Feldsteinen ersetzt. Zwischen 1457 und 1459 wurden bei kriegerischen Auseinandersetzungen der Ort und die Kirche verwüstet. Im 16. Jahrhundert wurde die Kirche durch Um- und Anbauten mehrfach verändert. Der Anbau der Sakristei mit der darunter liegenden Gruft an der Südseite entstand 1559, das dem Eingang vorgelagerte Brauthaus 1568. Der Chor wurde ebenfalls im 16. Jahrhundert angebaut. Bereits 1693 war das Gebäude zu klein und baufällig, deshalb wurde 1715 ein Neubau errichtet. Der Glockenturm stand ursprünglich an der Westseite des Kirchenschiffs. Er wurde wegen Baufälligkeit abgebrochen und 1734 durch einen Neubau im Osten des Kirchenschiffs ersetzt. Bei einem Großfeuer wurde er 1824 mitsamt den Kirchenglocken zerstört. 1827 wurde er abseits des Kirchenschiffs neu errichtet.
Zuletzt wurde die Kirche 1843/44 nach einem Entwurf von Ludwig Hellner noch einmal grundlegend umgebaut.

## Beschreibung

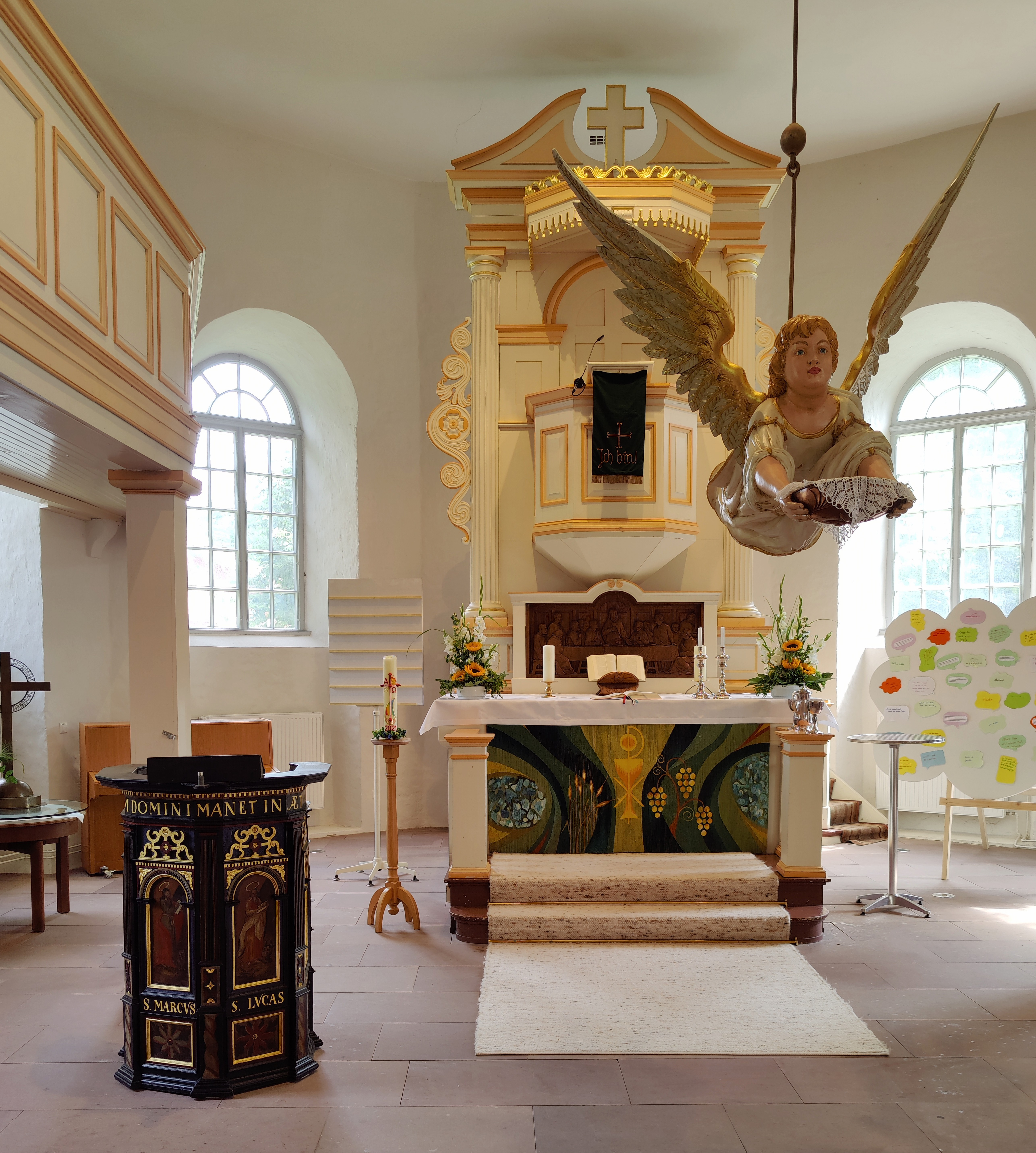
Kanzelaltar und Taufengel

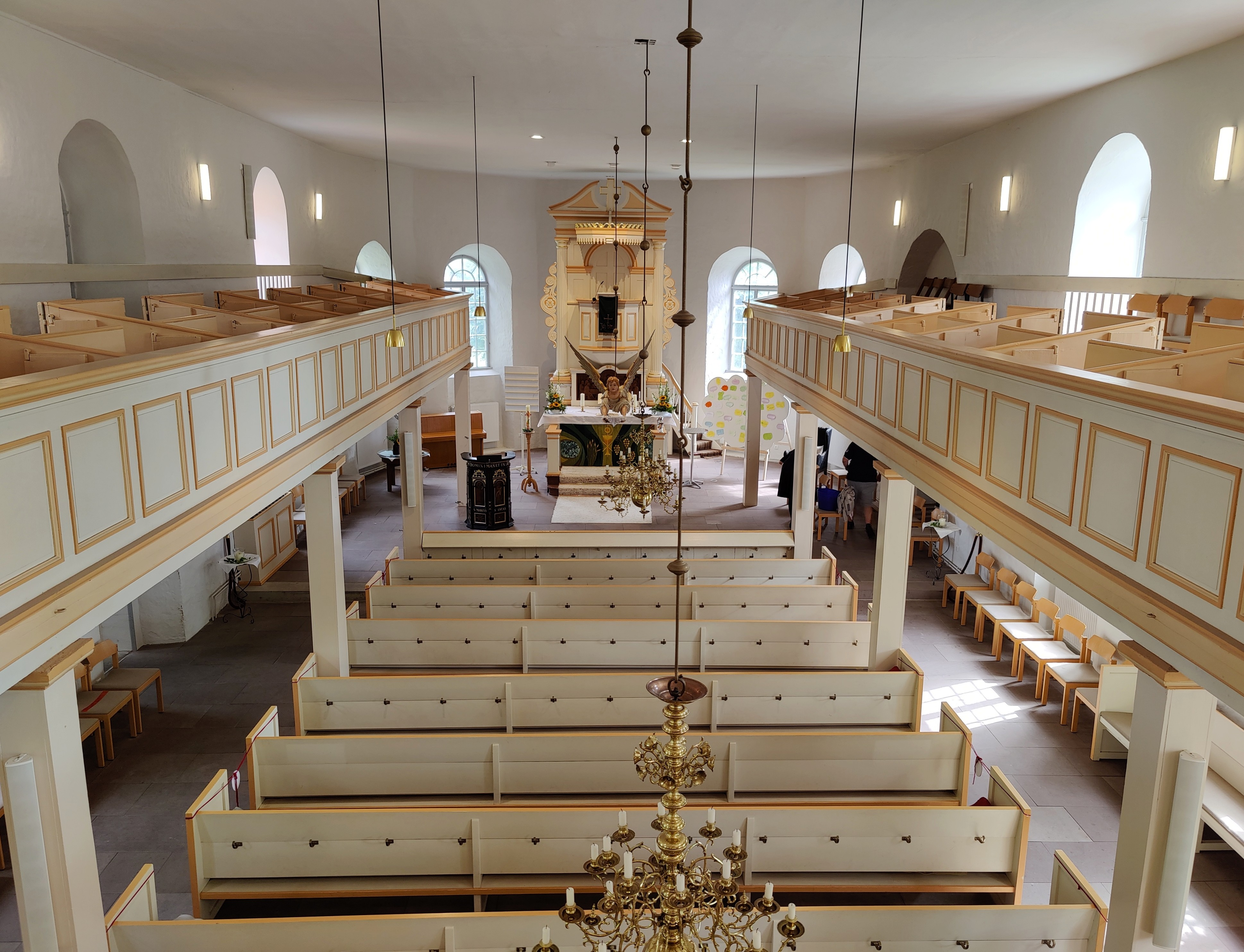
Innenraum Richtung Altar

Die rechteckige, verputzte Saalkirche hat einen unregelmäßigen 5/8-Schluss des Chors unter einem abgewalmten Satteldach. Der Innenraum mit seiner U-förmigen Empore ist mit einer geputzten, hölzernen Flachdecke überspannt. Die Bogenfenster sind versprosst. 
Der Kirchturm ist im unteren Bereich holzverschalt, der obere Bereich, wo sich hinter den Klangarkaden der Glockenstuhl mit den Kirchenglocken verbirgt, ist schiefergedeckt. Darauf sitzt eine Haube, die sich in einer vierseitigen offenen Laterne fortsetzt. Die größere der beiden Läuteglocken mit dem Schlagton cis′ wurde 1828 von Sebastian Schmidt in Hildesheim aus Bronze gegossen. Die kleinere e′-Glocke ist eine Eisenhartgussglocke und wurde 1950 von der Gießerei J. F. Weule in Bockenem gegossen.
Zur Kirchenausstattung gehört ein klassizistischer Kanzelaltar, dessen Stipes aus Backsteinen gemauert ist. Bei der Renovierung von 1843/44 wurde fast die gesamte ältere Inneneinrichtung beseitigt. Zwischen Altartisch und Kanzel befindet sich eine geschnitzte Darstellung des Abendmahls. Von einem früheren Flügelaltar aus der Mitte des 15. Jahrhunderts haben sich sieben Figuren von Heiligen erhalten, die jetzt an den Wänden der Kirche angebracht sind. Der barocke Taufengel wurde 1730 gestiftet und ersetzte seitdem das frühere, im Dreißigjährigen Krieg zerstörte steinerne Taufbecken.

## Orgel

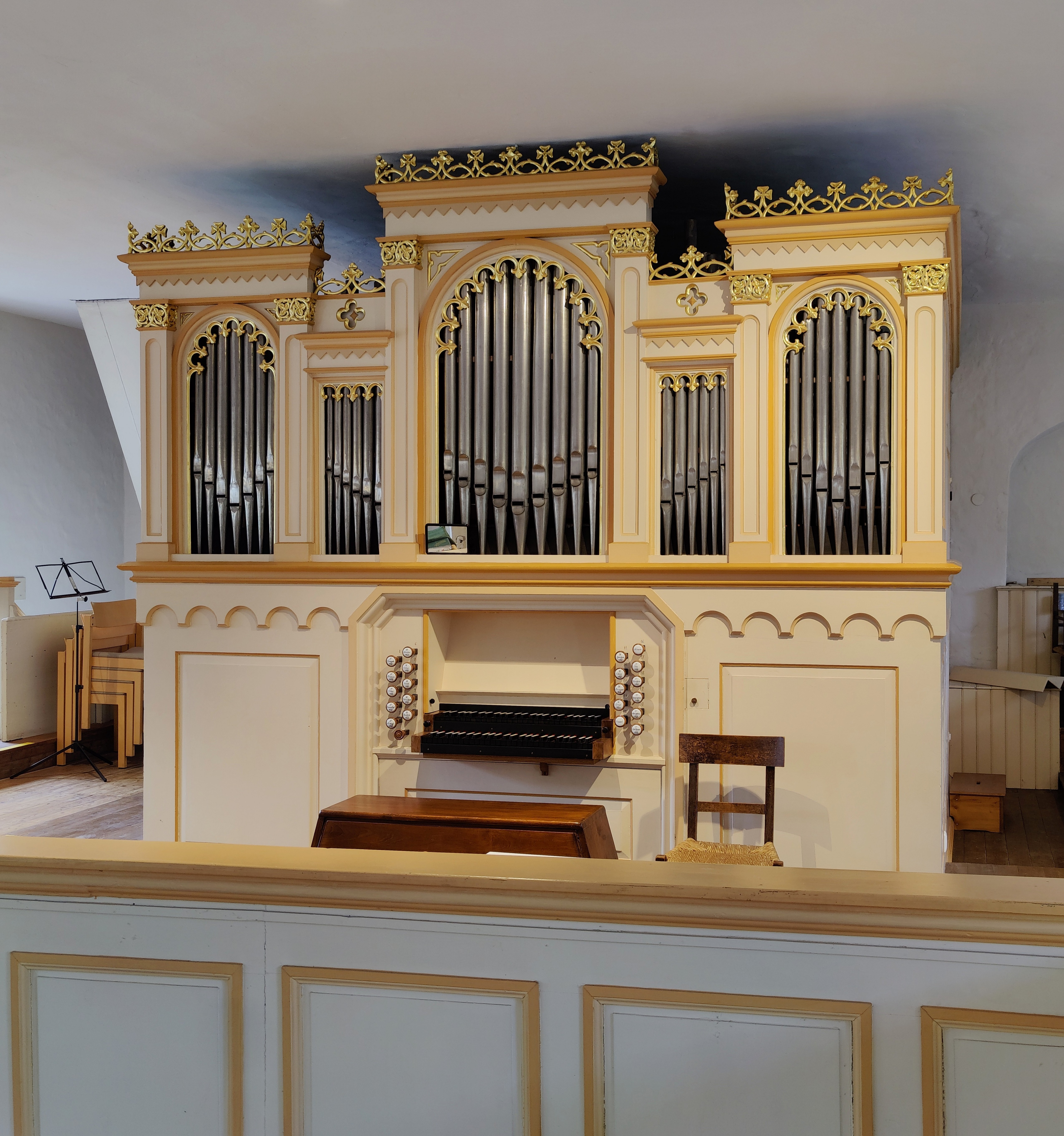
Engelhardt-Orgel von 1861

Eine frühere Orgel wurde 1559 durch den Organisten repariert und 1586 durch einen Neubau von M. Matzen (Buxtehude) ersetzt. 1719 folgte eine neue Orgel. 1827 sind Instandsetzungen durch Ernst Wilhelm Meyer der Orgel bezeugt, die 15 Register auf einem Manual und ein Pedal hatte. 1860/1861 errichtete Johann Andreas Engelhardt ein neues Werk mit 19 Registern, die auf zwei Manuale und Pedal verteilt waren. Nach Instandsetzungen 1929 durch Faber & Greve (Salzhemmendorf) und 1938 durch Emil Hammer Orgelbau (Hannover) folgte 1951–1953 ein Umbau in neobarockem Stil und 1967 der Einbau eines zusätzlichen Registers auf II/P/17 durch die Firma Hammer. Martin Haspelmath führte eine Überholung des Instruments durch, das 1989 von Rudolf von Beckerath restauriert und auf 19 Register erweitert wurde. Die Disposition lautet seitdem wie folgt:
| I Hauptwerk C–f3 |    |
| Principal        | 8′ |
| Hohlflöte        | 8′ |
| Viola di Gamba   | 8′ |
| Octave           | 4′ |
| Gemshorn         | 4′ |
| Quinte           | 3′ |
| Octave           | 2′ |
| Cornet V         |    |
| Mixtur IV        |    |

| II Oberwerk C–f3 |    |
| Liebl. Gedackt   | 8′ |
| Geigenprincipal  | 4′ |
| Rohrflöte        | 4′ |
| Waldflöte        | 2′ |
| Oboe             | 8′ |
| Tremolo          |    |

| Pedal C–d1    |     |
| Subbass       | 16′ |
| Principalbass | 8′  |
| Octave        | 4′  |
| Posaune       | 16′ |
| Trompete      | 8′  |

- Koppeln: II/I